# 橋本達也 (政治家)
橋本 達也（はしもと たつや、1954年（昭和29年）5月13日 - ）は、日本の政治家。元福井県あわら市長（3期）、元あわら市議会議員（2期）、元芦原町議会議員（5期）。

## 来歴
福井県芦原町（現・あわら市）出身。福井県立藤島高等学校、早稲田大学法学部卒業。
1987年（昭和62年）7月から芦原町議会議員を5期つとめる。2004年（平成16年）3月1日、芦原町と金津町が合併してあわら市が発足。在任特例により同日、あわら市議会議員に就任。2005年（平成27年）7月に行われた市議選に当選。
2007年（平成19年）4月22日のあわら市長選挙に初当選し、2017年（平成29年）11月まで3期務めていたが、同年12月12日、公務中に市役所の市長室で県内の知人の既婚女性にキスしたり、抱擁したりするなど不適切な行為を繰り返していたことを明らかにした。記者会見の説明によれば、橋本は女性と市のイベントを通じて知り合い、2013年（平成25年）に女性の車でドライブした際、体を抱いてキスしたという。市長室においては強制的に女性のサンダルと靴下をはぎ取って足の指をなめ、女性が退出後、なめた際の興奮を語ったメールを送った。女性の関係者は「体を触られたりキスされたりは一方的だった」と合意を否定している。
2017年（平成29年）12月19日、「私の不祥事で議会や市民に大変な迷惑をかけた」と陳謝し、辞職願を提出
。同日、市議会は全会一致で辞職願に同意した。
2018年（平成30年）5月、あわら署は橋本を強制わいせつの疑いで書類送検した。また、示談金を要求したとされる女性ら2人も恐喝未遂容疑で書類送検した。
2022年（令和4年）　9月、10月1日～2日　体験型観光プロジェクトうららんにおいて、北陸唯一のストリップ劇場、あわらミュージック劇場のイベントにおいて、案内役を務めることを発表。
2023年　(令和5年)、参政党　福井支部支部長として初の選挙。第20回地方統一選挙において、参政党所属の藤本一希氏の街宣に回る。

## 市長選挙
2007年あわら市長選挙
当時、松木幹夫市長はあわら市金津中学校とあわら市芦原中学校を統合する計画を進めていた。これに反対の立場をとる市民団体「二校を守る会」は松木に来春の市長選まで統合計画凍結を求めた。2007年（平成19年）4月3日、松木は回答を出さないまま辞職願を提出。翌4月4日、同団体は橋本の擁立を決定。4月10日市長辞職に伴う出直し市長選は両者の一騎打ちになり、橋本が初当選した。
※当日有権者数：25,066人 最終投票率：79.15%（前回比：pts）
| 候補者名 | 年齢 | 所属党派 | 新旧別 | 得票数   | 得票率 | 推薦・支持 |
| -------- | ---- | -------- | ------ | -------- | ------ | ---------- |
| 橋本達也 | 52   | 無所属   | 新     | 10,054票 | 51.04% |            |
| 松木幹夫 | 59   | 無所属   | 現     | 9,645票  | 48.96% |            |

2011年あわら市長選挙
無投票により再選。
2015年あわら市長選挙
2015年（平成27年）4月26日執行。元市議の大下重一を281票の僅差で振り切り、3選を果たした。
※当日有権者数：24,028人 最終投票率：62.10%（前回比：pts）
| 候補者名 | 年齢 | 所属党派 | 新旧別 | 得票数  | 得票率 | 推薦・支持                     |
| -------- | ---- | -------- | ------ | ------- | ------ | ------------------------------ |
| 橋本達也 | 60   | 無所属   | 現     | 7,541票 | 50.95% | （推薦）自民党・民主党・公明党 |
| 大下重一 | 68   | 無所属   | 新     | 7,260票 | 49.05% |                                |